# Naturschutzgebiet Kalsbachtal
Das Naturschutzgebiet Kalsbachtal ist ein aus zwei Teilflächen bestehendes Naturschutzgebiet zwischen Kalsbach und Waldmühle in der Gemeinde Kürten im Rheinisch-Bergischen Kreis. Es erstreckt sich entlang des Hommerbaches und wird lediglich an der Hommermühle durch den Fahrweg unterbrochen.

## Beschreibung
Das Gebiet besteht aus einem offenen Wiesental mit breiter Sohle. Die Aue wird großenteils von stellenweise etwas feuchten Magerweiden eingenommen, die zumindest zeitweise mit Schafen beweidet werden. Daneben kommt Feuchtgrünland vor. Der Hommerbach fließt nördlich von Waldmühle in die Kürtener Sülz.

## Vegetation und Schutz
Die Schutzgebietsausweisung erfolgte zur Erhaltung und Entwicklung naturnaher Auen-Lebensräume mit Nass- und Feuchtgrünland, Gewässerverlauf mit begleitenden Auengehölzen, Quellsiefen sowie von artenreichem Magergrünland am südlichen Talhang als Lebensraum für eine reichhaltige Insektenfauna und Flora.
Im Einzelnen wurden folgende Schutzzwecke festgesetzt:
- Erhaltung und Sicherung der geschützten Biotope: Bruch-, Sumpf- und Auwälder, seggen- und binsenreiche Nasswiesen, Quellbereiche sowie natürliche und naturnahe Bereiche fließender und stehender Binnengewässer,
- Erhaltung und Entwicklung von artenreichen Magergrünlandflächen in einem nach Süden abfallenden Hangbereich sowie von Feucht- und Nassgrünland in der Talsohle als Lebensraum für angepasste Tier- und Pflanzenarten,
- Erhaltung der besonderen Eigenart und hervorragenden Schönheit des naturnahen Bachtals mit seinen zulaufenden Quellsiefen,
- Sicherung der Funktion als Biotopverbundfläche.[2]

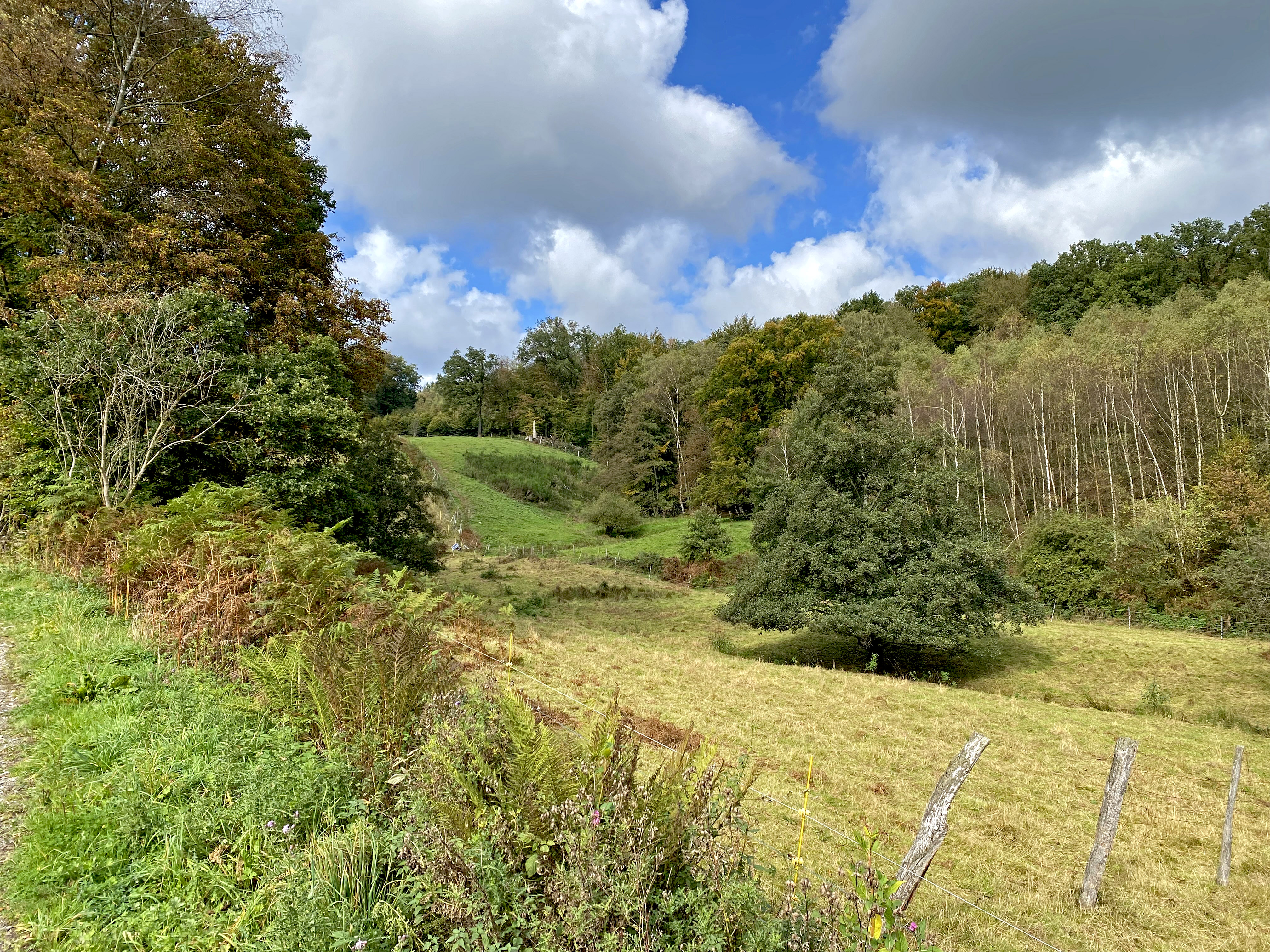
Abwechslungsreiches Landschaftsmosaik im nördlichen Teil des NSG Kalsbachtal
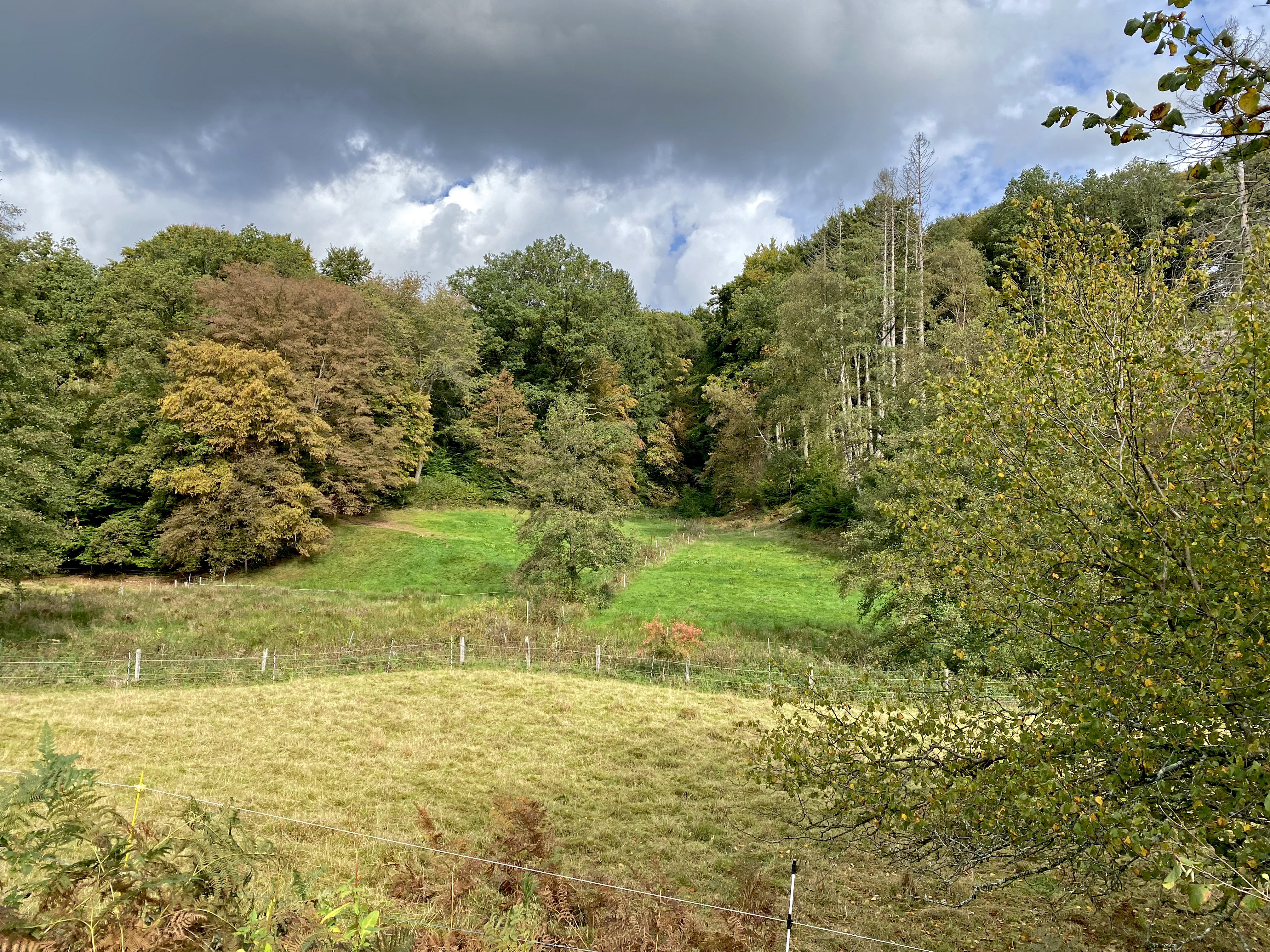
Am Südhang blütenreiche Magerwiesen – in der Talsohle feuchte Hochstaudenflur
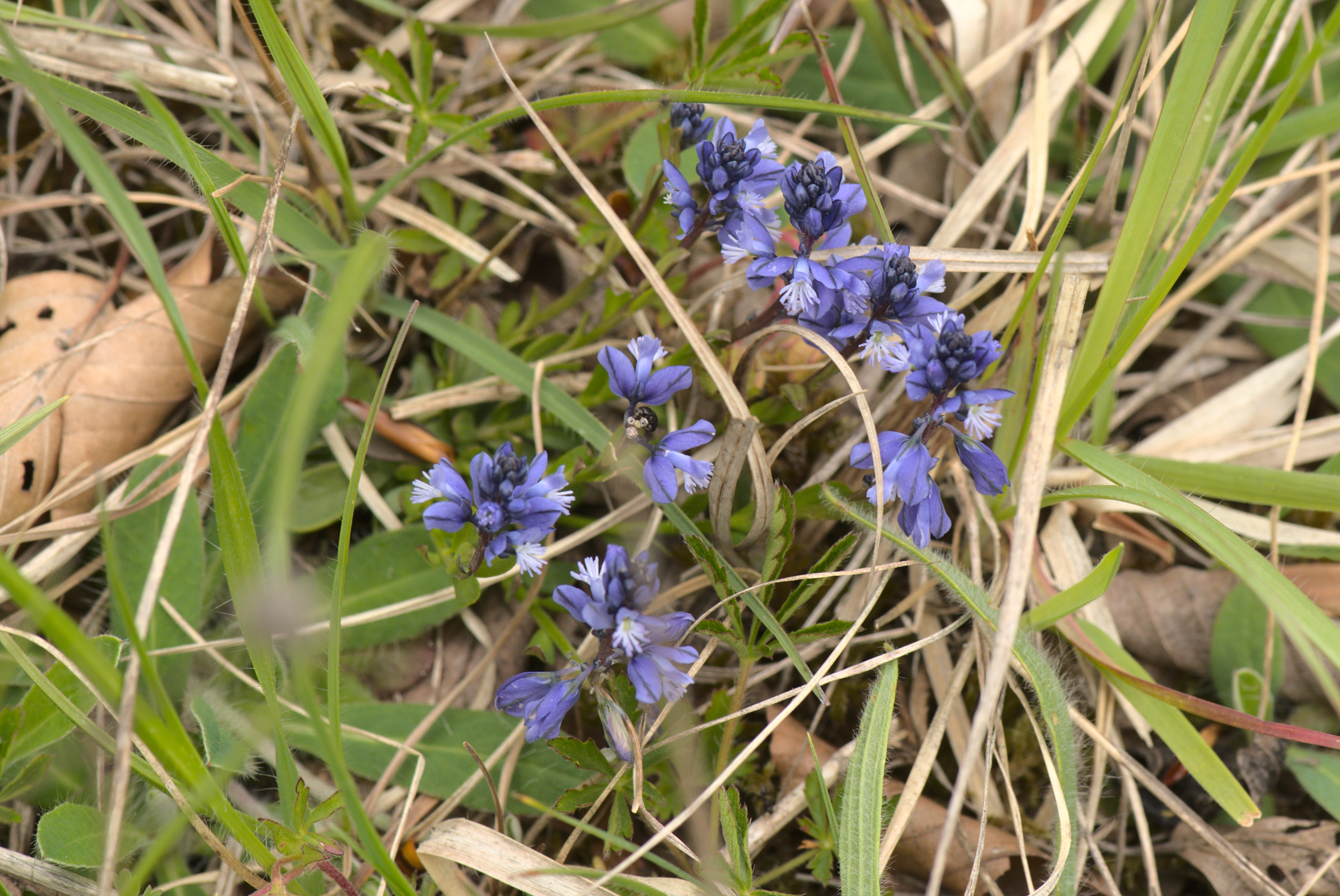
Gewöhnliches Kreuzblümchen im NSG heimisch – in der Roten Liste als gefährdet eingestuft
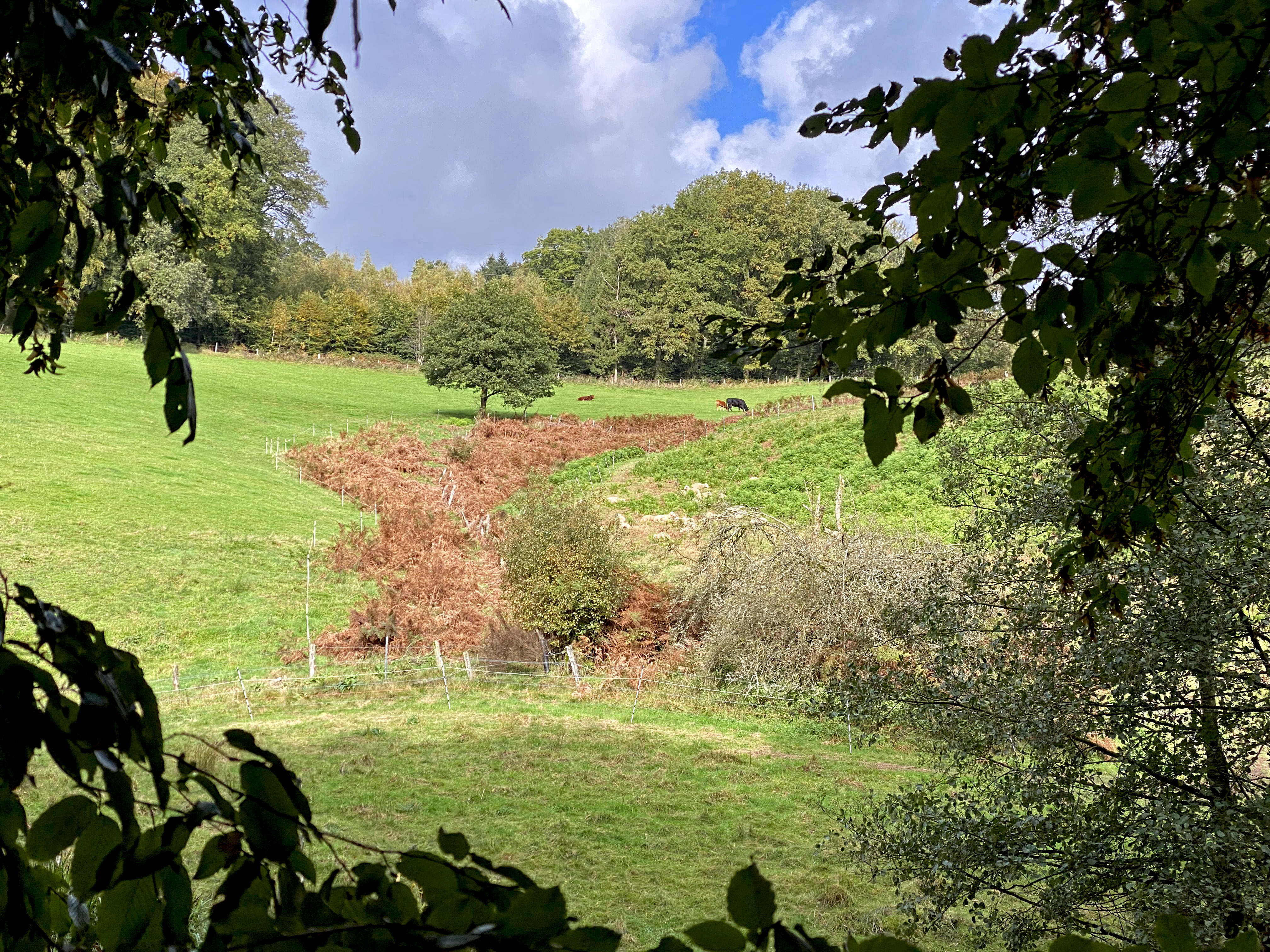
Quellmulde in einer Weide
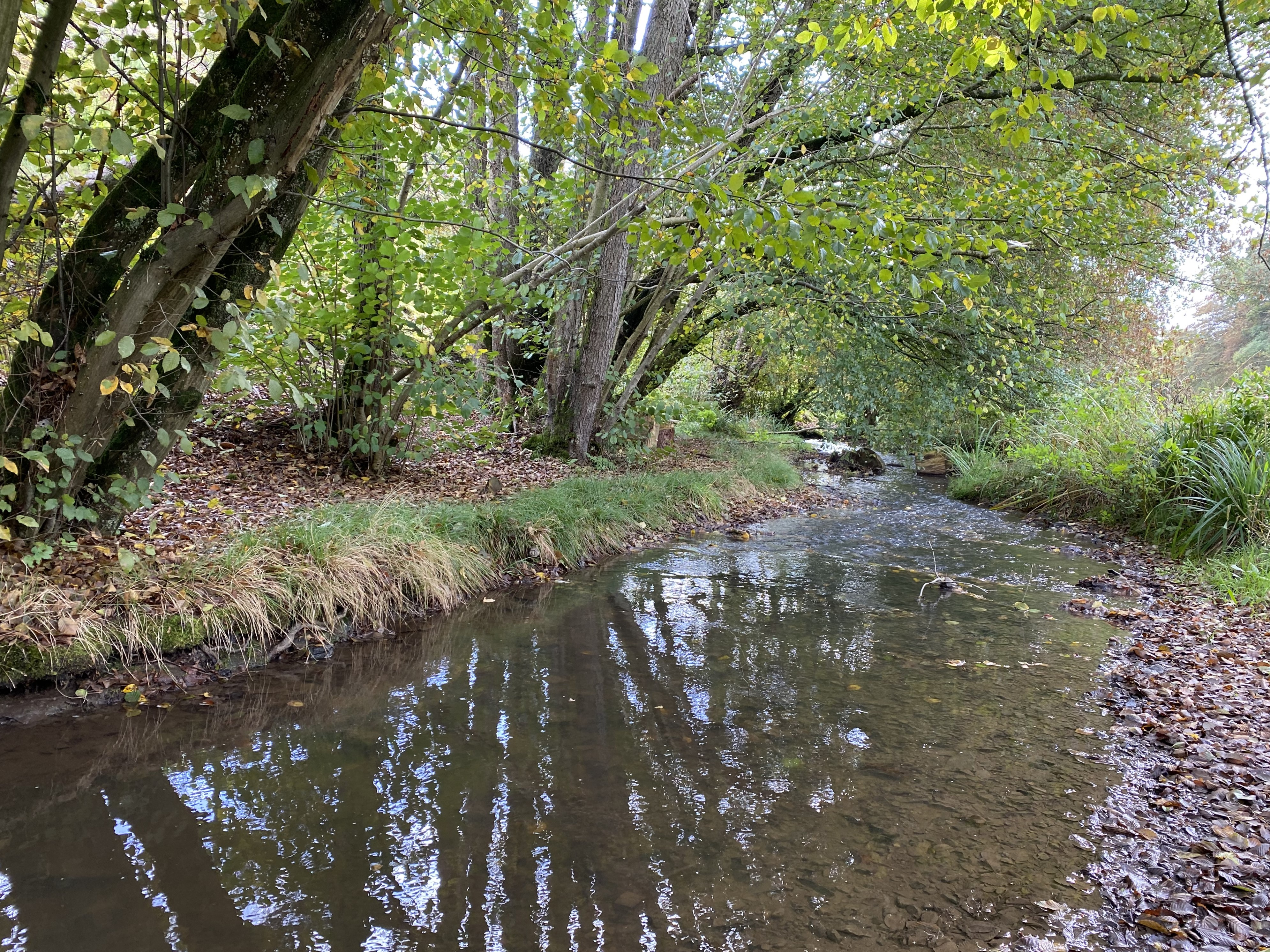
Hommerbach
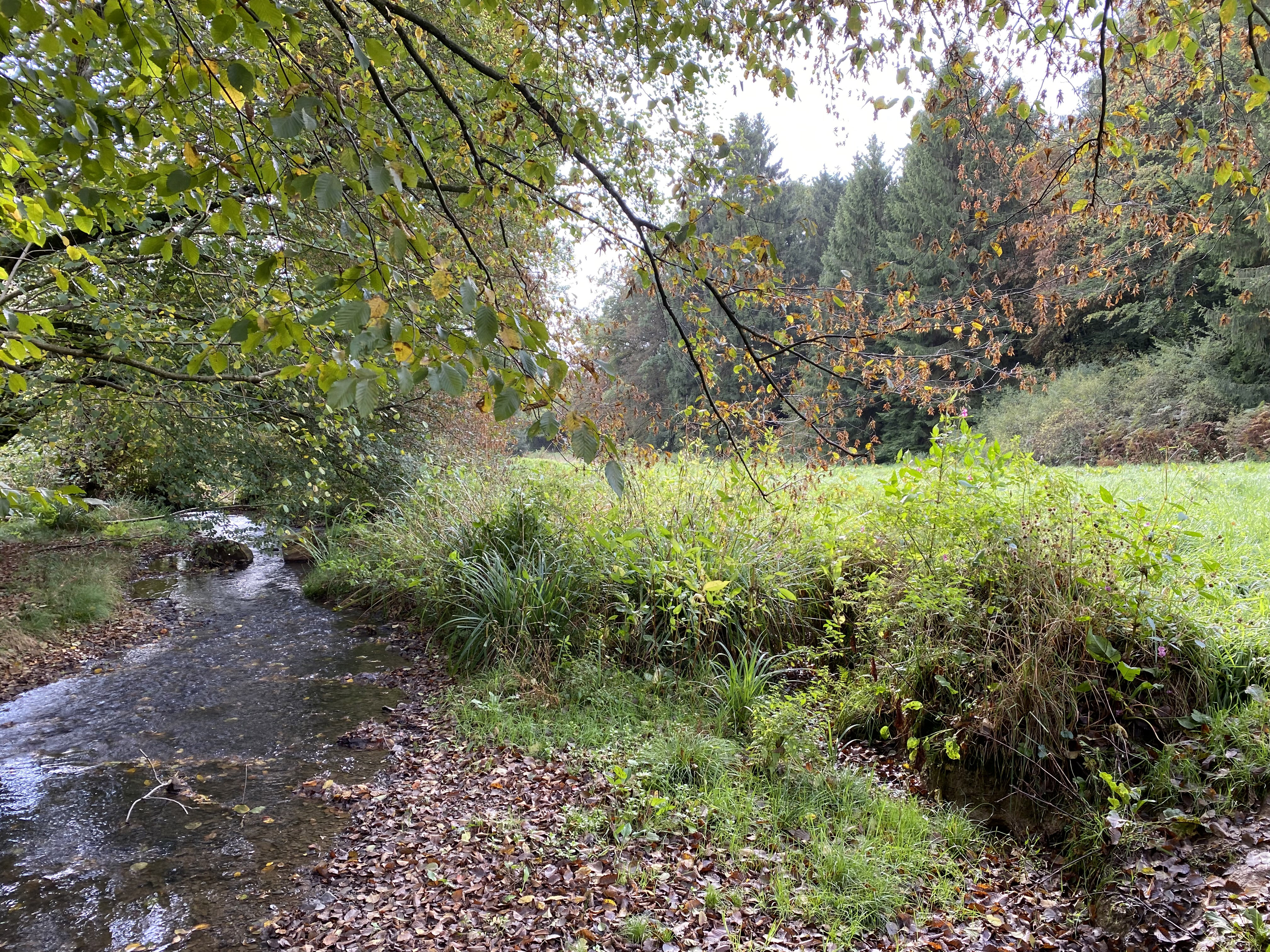
Hommerbach in einer Feuchtwiese
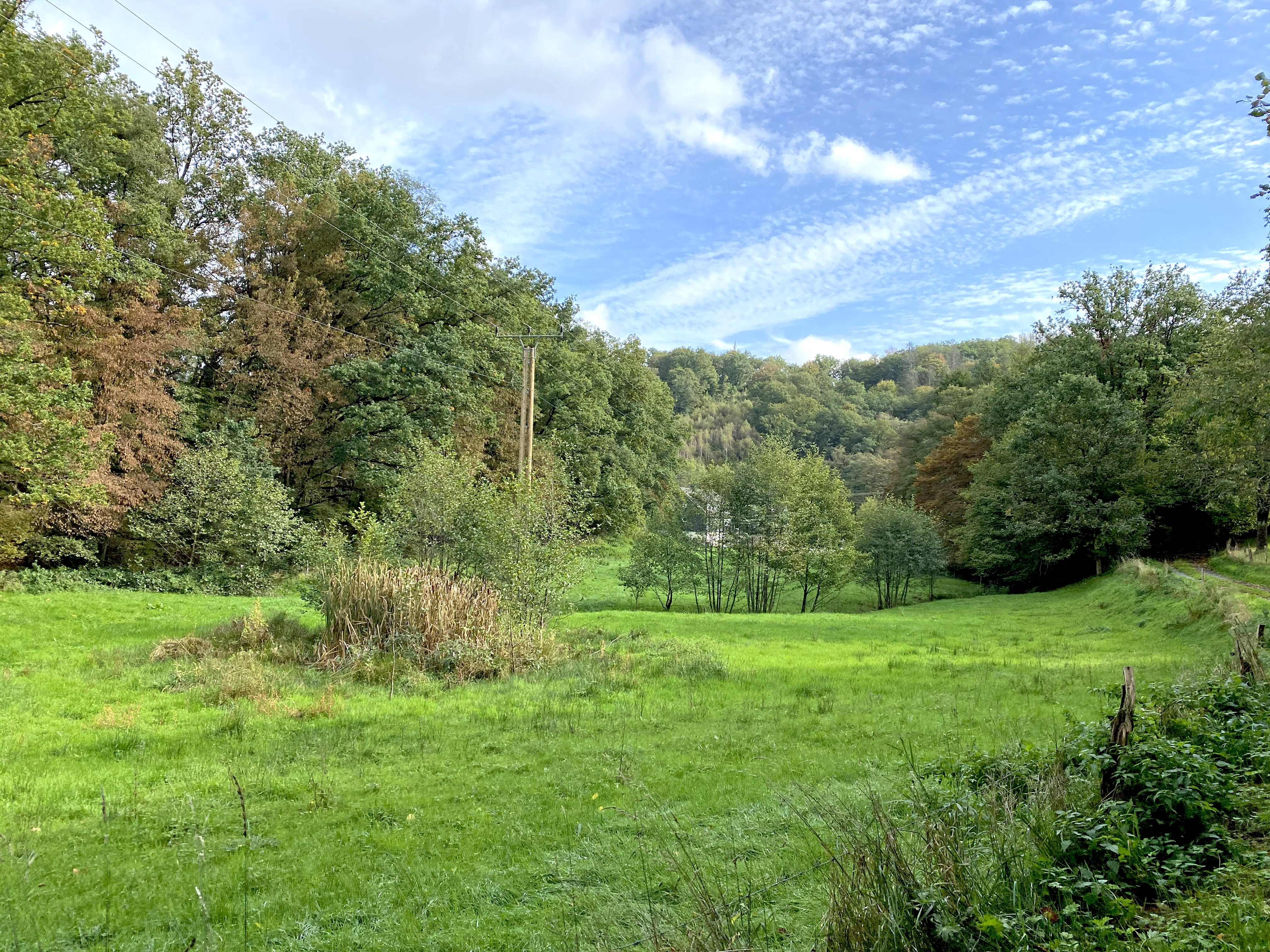
Feuchtwiese mit Rohrkolben-Bestand an einem Tümpel